# François de Barthélemy de Gramont
François de Barthélemy de Gramont (né en 1625 à Toulouse et mort le 26 février 1716) est un ecclésiastique français qui fut abbé commendataire, agent général du clergé de France et évêque de Saint-Papoul.

## Biographie
François de Barthélemy de Gramont est issu d'une famille originaire du Rouergue établie à Toulouse. Il est le fils de Gabriel de Barthélemy, seigneur de Gramont (vers 1582-1652) président des enquêtes au Parlement de Toulouse et de  Anne de Malecoste (vers 1595-1668). Il est également l'oncle de Jean-Mathias de Barthélemy de Gramont futur évêque d'Elne.
Il fait ses études à Paris au collège d'Harcourt à partir de 1652 où il obtient son baccalauréat en théologie en 1661 et sa licence en 1666 mais semble-t-il pas son doctorat de la Sorbonne. Il retourne alors à Toulouse et devient conseiller-clerc au Parlement de Toulouse, chanoine archidiacre de Rustan dans l'évêché de Tarbes. En 1658 il reçoit à la mort de son oncle et homonyme François de Barthélemy de Gramont en commende l'abbaye de La Clarté-Dieu à Eaunes, puis l'Abbaye de Calers.
Il est désigné comme agent général du clergé par la Province ecclésiastique d'Auch en mai 1670 et à la fin de son mandat il est nommé évêque de Saint-Papoul le 13 septembre 1675 mais il ne reçoit ses bulles pontificales de confirmation que le 11 octobre 1677 et il est consacré le 5 décembre suivant à Pézenas en présence des États de Languedoc par le cardinal Pierre de Bonzi l'archevêque de Narbonne.
Pendant son long épiscopat, il fait restaurer son palais épiscopal et y fait bâtir la galerie, le cloitre et l'église cathédrale. Il meurt au début de l'année 1716 .